# Província de Kerman

Comtats de Kerman

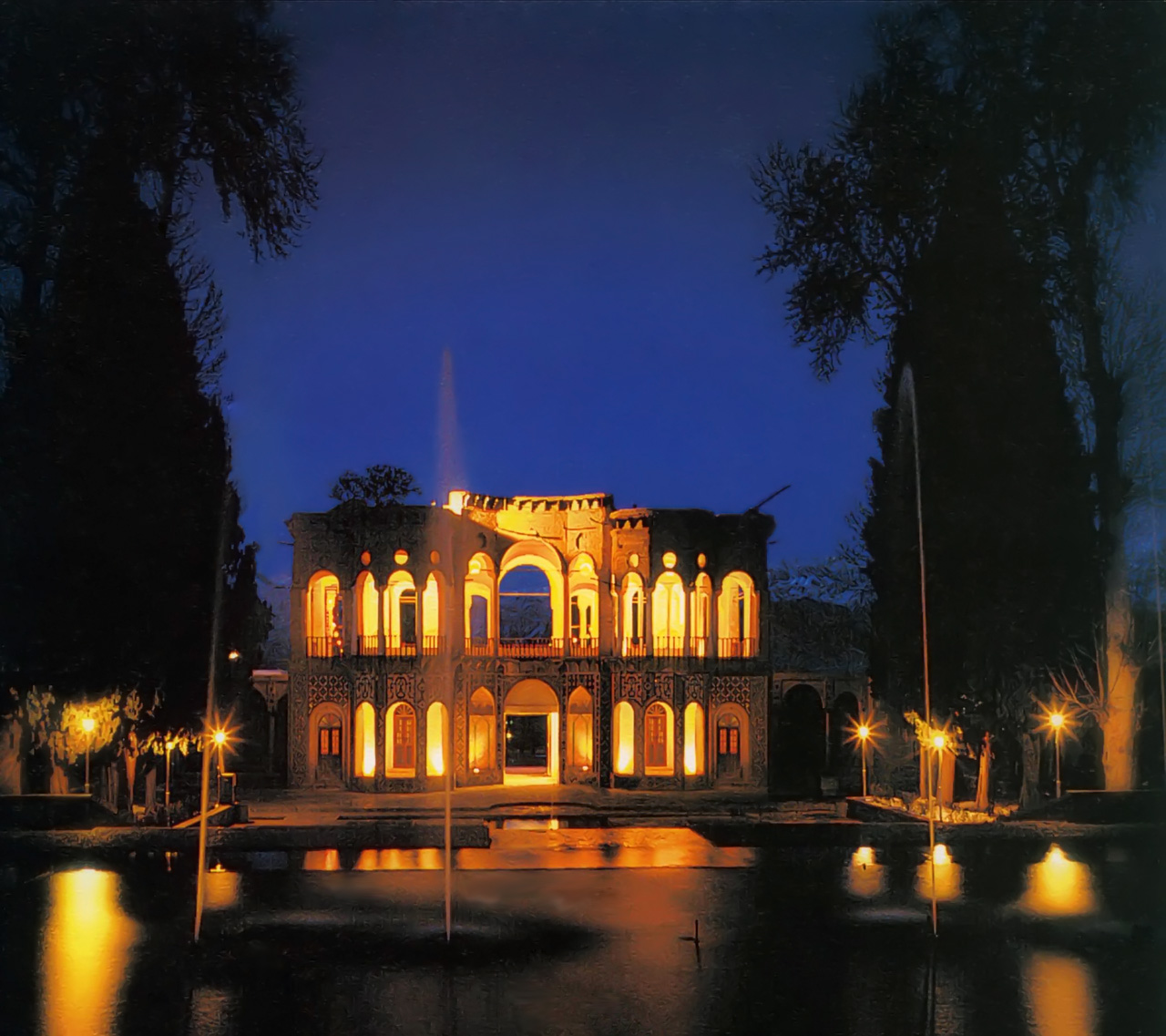
Jardí Shazdeh, Mahan

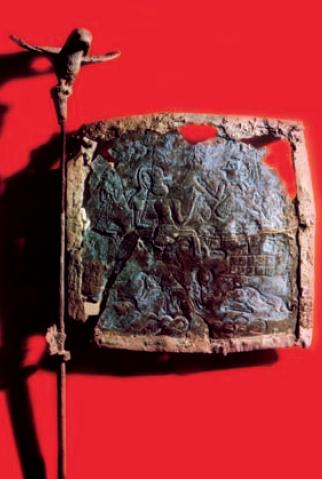
Bandera de bronze, Shahdad Kerman, Iran, III aC

La província de Kerman (persa: استان کرمان, Ostān-e Kermān) és una de les 31 províncies de l'Iran. Es troba al sud-est de l'Iran i el seu centre administratiu és la ciutat de Kerman. En temps dels aquemènides, rebia el nom de satrapia de Carmania. És la segona província més gran de l'Iran per superfície, amb 180.726 km². Té uns 3 milions d'habitants. Les seves ciutats principals són: Baft, Bardsir, Bam, Jiroft, Rafsanjan, Zarand, Sirjan, Shahr-e-Babak, Kerman, Mahan, Rayen, Kahnuj, Ghale-Ganj, Manujan, Roodbar-e-Jonob, Anbar Abad, i Ravar.

## Història i cultura
A la província de Kerman, s'hi han trobat importants restes paleontològiques, molts fòssils de vertebrats de diferents eres. Entre els fòssils, s'inclouen placoderms (de 395 a 365 milions d'anys enrere), dinosaures (de fa 195 a 66 milions d'anys) i mamífers del Terciari.
Els assentaments humans a la província de Kerman daten del 4t mil·lenni aC, amb la cultura de Jiroft. Es conserven restes de ciutadelles de fa 2.000 anys a Arg-é Bam i Rayen.
En grec antic, aquesta regió s'anomenava Karmania (Καρμανία), Kermania, Germania, Carmonia, i Žermanya, que significa 'combatius'. El nom més antic és Go'asheer (Bardesheer).
La major part de la província és estepa o desert, però hi ha alguns oasis on es cultiven dàtils, cítrics i festucs. Una varietat dels quals, molt utilitzada en tot el món, rep el nom de Kerman. El regadiu depèn de l'estructura dels qanats. El mont Hezar, amb 4.465 m, és el més alt de la província.